# Salix pyrifolia
Espèce
Classification APG III (2009)
Salix pyrifolia, le Saule à feuilles de poirier, ou Balsam willow en anglais, est une espèce de plantes à fleurs de la famille des Salicaceae. C'est un saule originaire d'Amérique du Nord, découvert au Canada.

## Synonymie
- Salix balsamifera ;
- Salix balsamifera var. alpestris ;
- Salix balsamifera var. lanceolata ;
- Salix balsamifera var. vegeta ;
- Salix cordata var. balsamifera ;
- Salix pyrifolia var. lanceolata.

## Description

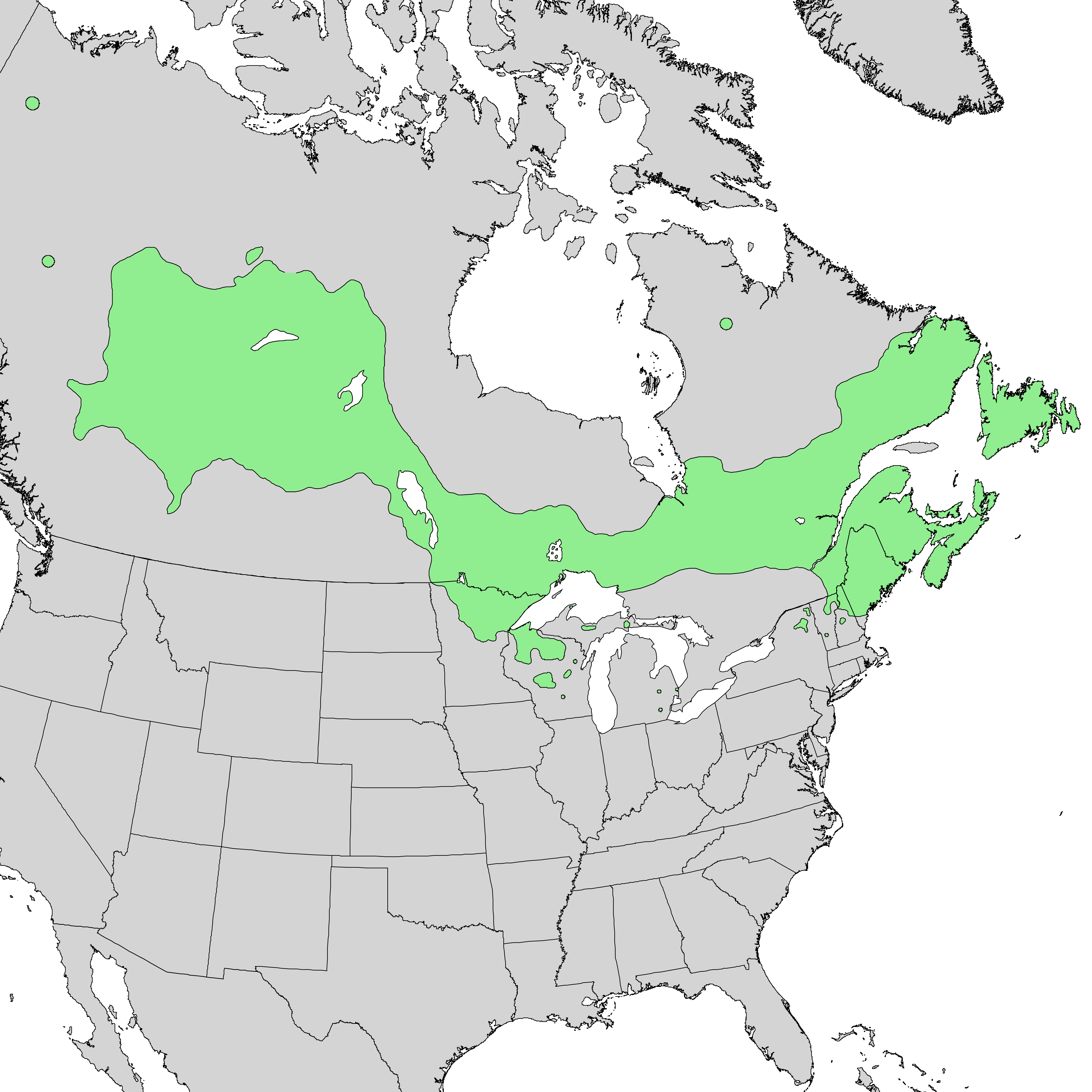
Implantation.

Le Saule à feuilles de poirier est un buisson touffu possédant des feuilles seulement en partie supérieure et atteignant généralement de 1 à 2 mètres. Les feuilles mesurent de 5 à 8 cm de longueur pour une largeur de 25 à 40 mm et dégagent une odeur balsamique (d'où le nom de Balsam willow). Elles sont ovales ou ovales-lancéolées, larges, arrondies à la base, à nervation fortement réticulée. Les fleurs paraissent avec les feuilles, au printemps. Le lieu de prédilection correspond à un milieu de tourbières ou rochers très acides en général. Cette espèce est parfois confondue avec le Salix discolor.
C'est le saule spécial de la partie tempérée du Québec, particulièrement de la plaine basse. Il est bien représenté en Nouvelle-Angleterre. Il est nettement caractérisé par ses feuilles dont les nervures forment un réseau très marqué et ne peut se confondre avec aucun autre,.